# Brilliant Change
《Brilliant Change》는 2009년 9월 17일 발매된 씨야의 3집 정규 음반이며, 온라인 상에서는 9월 26일에 《Hot Girl》의 뮤직비디오 티저 영상과 함께 발매되었고, 오프라인에서는 10월 2일에 발매되었다.

## 특징
이번 음반에서 씨야는 그 동안의 미디엄 템포를 버리고 일렉트로 하우스 비트의 댄스곡을 선보임으로서 새로운 변화를 추구하였다.
또한 "돌(doll)풍" 을 컨셉으로 한 파격적인 스타일링이 이미 네티즌 사이에 화제가 된 가운데, 음악 역시 기존 스타일과는 100% 다른 파격적인 변신을 선보였다.
Brilliant Change의 타이틀 곡은 조영수 작곡의 《Hot Girl》이다. 1집 때부터 씨야와 함께 작업해 오며 미디엄 템포 열풍을 주도해 왔던 작곡가 조영수가 이번에는 씨야의 음악적 변신을 주도했다. 《Hot Girl》의 뮤직 비디오는 이효리의 《U-Go-Girl》을 제작했던 차은택 감독이 메가폰을 잡았다.
김도훈이 작곡한 《가니》는 하우스 비트에 오리엔탈 스타일의 멜로디가 곡을 주도하며, SG 워너비의 김용준과 황정음이 피처링을 하였다. 이외에도 13곡의 트랙 중 전반부는 주로 일렉트로니카에, 후반부는 《그 사람》과 같은 정통 발라드곡에 집중했다. 바이브레이션을 주무기로 애절함을 표현하던 전작의 창법은 사실상 찾아보기 힘들다. 또한 앨범 수록곡 13곡 중 미디엄 템포 곡을 단 한 곡도 싣지 않았다.

## 앨범
씨야 3집 앨범의 겉 모양은 스프링철 연습장처럼 생겼다. 표지를 들추면 씨야 멤버들의 복고풍 화보가 나온다. 그리고 맨 뒷장 표지 내지에 음반이 들어있다. 이 케이스를 두고 씨야는 "변화를 시도해 봤는데 생각보다 색감이 지나치게 복고풍스럽게 나와서 좀 불만족스러웠다."는 평을 내렸다.

## 판매량
| 기준        | 판매량 | 누적 판매량 |
| ----------- | ------ | ----------- |
| 2008년 10월 | 12,937 | 12,937      |
| 2008년 11월 | 6,370  | 19,307      |
| 2008년 12월 | 5,683  | 24,990      |
| 2009년 1월  | 721    | 25,711      |
| 2009년 2월  | 80     | 25,781      |
| 누적        | 25,781 | 25,781      |

## 곡 목록
| #   | 제목               | 작사   | 작곡           | 재생 시간 |
| --- | ------------------ | ------ | -------------- | --------- |
| 1.  | 가니               | 최갑원 | 김도훈, 한상원 | 3:22      |
| 2.  | Hot Girl           | 안영민 | 조영수         | 3:16      |
| 3.  | Turn it up         | 최갑원 | 이종훈         | 3:42      |
| 4.  | 집으로 돌아오는 길 | 안영민 | 안영민         | 3:34      |
| 5.  | 내가 울더라도      | 안영민 | 서재하         | 3:21      |
| 6.  | 덩그러니           | 김범주 | 김범주         | 4:33      |
| 7.  | 사모곡             | 안영민 | 조영수         | 3:33      |
| 8.  | I Wish             | 최갑원 | 김도훈         | 3:54      |
| 9.  | 남자는 그래요      | 한성호 | 한성호         | 4:30      |
| 10. | 그 사람            | 원태연 | 미누키         | 3:32      |
| 11. | 솜사탕             | 안영민 | 안영민         | 3:11      |
| 12. | 나 없이도          | 한성호 | 한성호         | 4:42      |
| 13. | Loving You         | 한성호 | 한승훈         | 3:28      |

## 기타
- 12번째 곡인 《나 없이도》의 원곡은 M TO M이 부른 《그리움》이다.
- 10번째 곡 《그 사람》과 12번째 곡 《나 없이도》뮤비에 남규리가 주연을 맡았으며 그 노래들은 한 뮤비에 실려있다.
- 1번째 곡 《가니》는 남규리가 출연했으며 섹시한 모습을 보여줘 화제가 되었다.